# Торба-на-Круче (группа)
«Торба-на-Круче» — российская рок-группа, существует с 1998 года. Бессменный лидер — Макс Иванов. Группа неоднократно принимала участие в фестивалях «Окна открой!», «Нашествие», «Соседний мир», «Крылья» и других.

## История

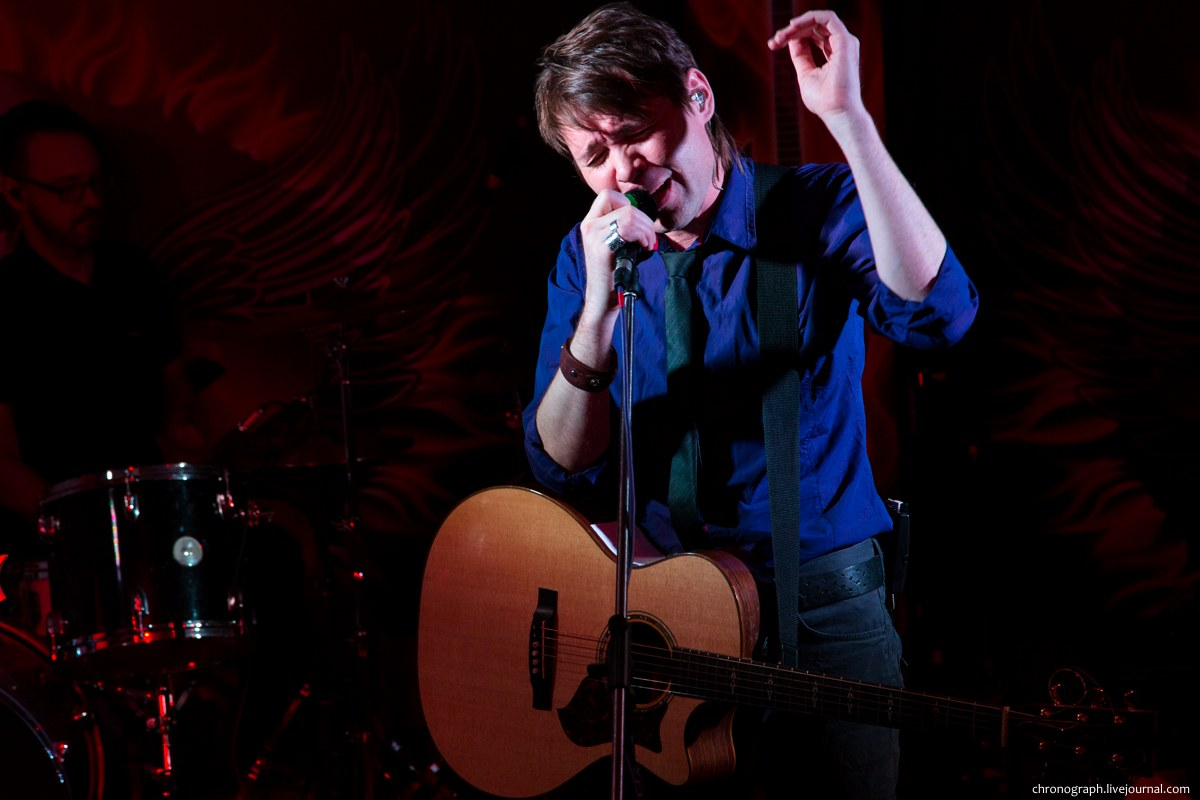

Основатель и автор практически всего репертуара группы, гитарист, певец и альтист Максим Иванов родился 5 апреля 1974 года в Кирове, в театральной семье. Окончив музыкальную школу, он поступает в училище по классу альта. На рубеже 90-х Максим открывает для себя рок-н-ролл, а позже кельтскую мифологию и культовую трилогию Дж. Р. Р. Толкина о Средиземье. Именно под влиянием Толкина Иванов назвал свою группу «Торба-на-Круче» (так называлось жилище Бильбо и Фродо Бэггинсов в переводе романа А. А. Кистяковского и В. С. Муравьёва). Поэтичный и в то же время достоверный мир фантазий Толкина стал первым источником вдохновения Максима и нашёл своё отражение в образах и сюжетах его ранних песен. Первым соратником Иванова по будущей группе становится гитарист Станислав Свинцов.
Группа начинает свой путь весной 1991 года. Одним из первых успехов «Торбы» становится выступление на фестивале «Возрождение Родины Русской Романтики» вместе с «Вином» и «Петровым крестом» в октябре 1991 года. В состав группы в то время входили Иванов, Свинцов (бас), Николай Рублёв (клавишные), Илья Куимов (скрипка) и Эдгар Друганов (из группы «Инфаркт», барабаны). 27-30 декабря того же 1991 года «Торба» выступила на «Фестиваль Независимой Рок-прессы» московского журнала «Контркультура».
В тот же период Макс Иванов участвует в самиздатовском журнале «12.13» и сотрудничает с группами «Петров крест», «Инфаркт» и «Вино». Последняя, впрочем, вскоре переехала в Питер, где превратилась в «Wine». По городу ходят доморощенные записи «Торбы», но до полноценных альбомов дело так и не доходит.

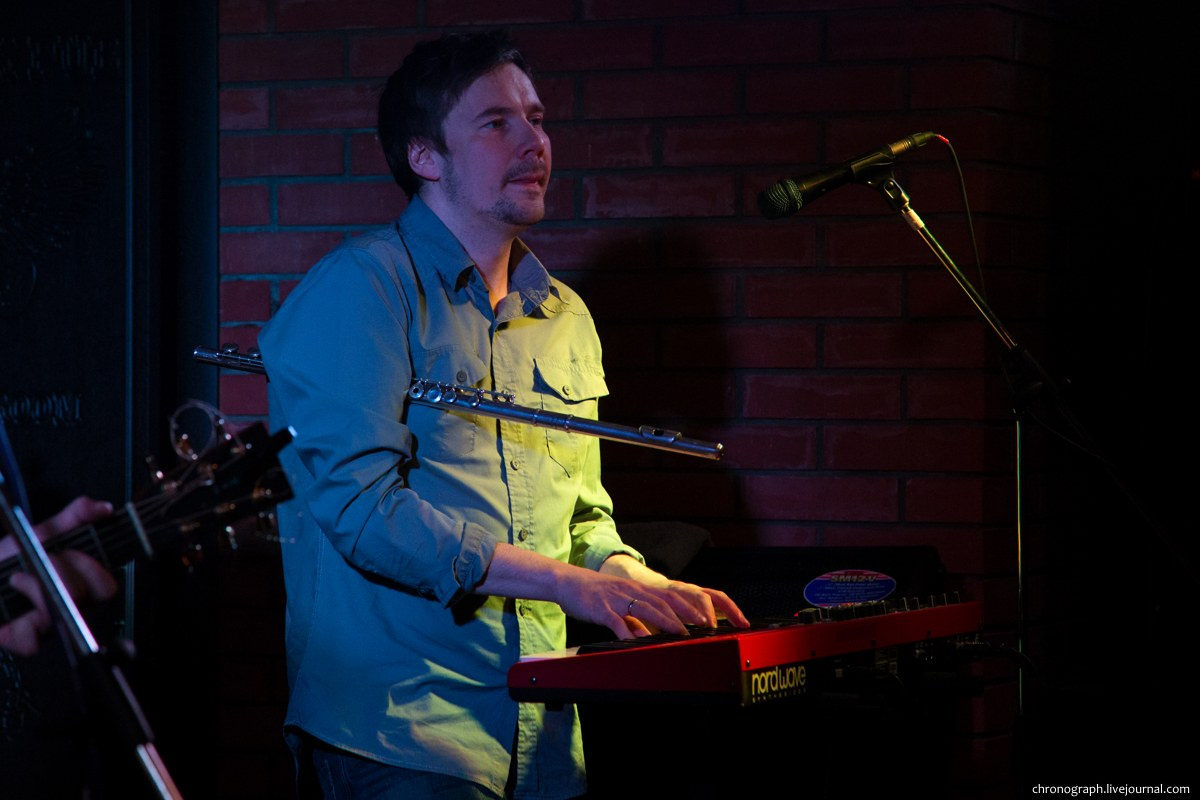

С марта 1994 по сентябрь 1995 года Иванов служит музыкантом в армии. Затем год репетирует дома с различными музыкантами, среди которых гитарист Алексей Пяткин, сотрудничает с местной Рок-лабораторией (из которой позднее вышла группа «Romislokus»), после чего в 1996 году уезжает в Питер, где поступает в Консерваторию по классу альта. В общежитии консерватории Иванов знакомится с музыкантами, вместе с которыми он основывает группу. Название осталось прежнее — «Торба-на-круче». Первым участником новой группы стал сосед Максима по комнате Григорий Малиев, учившийся по классу кларнета, а до этого в родном Новороссийске игравший на бас-гитаре в трио «Эксперимент на троих». К ним присоединяется флейтист Артём Беспалов из Саратова). Годом позже в Консерваторию поступает Олег Пожидаев из Краснодара, где он успел окончить музыкальное училище и поучаствовавший в ряде конкурсов и фестивалей. Репетиции начинают прямо в общежитии. Как-то сразу принимается решение, что новая группа будет называться «Торбой-на-круче», хотя звучание этого состава мало, чем напоминает вятский период.
К тому времени Макс успел написать около двухсот новых песен. В первый год существования «Торба» много репетирует и записывает демо-кассету на студии в ДК им. Ильича на «Электросиле», но её сценический дебют откладывается — Макс ждёт приезда Пяткина, который оканчивает Кировское художественное училище. Летом 1998 года Алексей переезжает в Питер, поступает в Институт им. Репина на скульптора и, наконец, воссоединяется с «Торбой». Таким образом, первый питерский состав «Торбы» в сборе.

### 1998 год — дебютный концерт

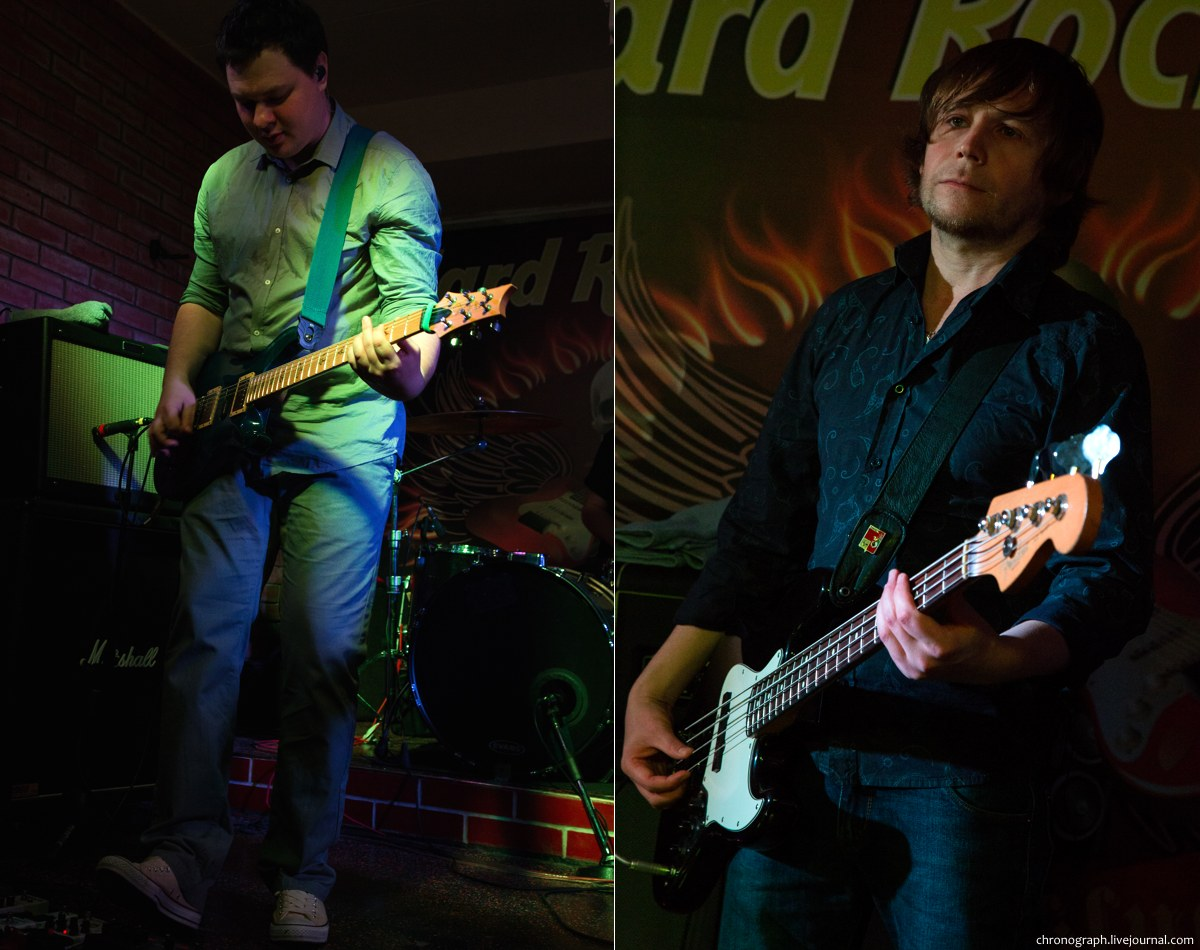

17 сентября 1998 года группа «Торба-на-Круче» сыграла свой первый концерт на сцене клуба «Молоко». Этот день принято считать днём рождения группы. Затем группа отметилась на фестивале Чистой Музыки, прошедшем в лектории «Зоопарка». На кассетном сборнике фестиваля «Live в Зоопарке» в свет вышла первая песня «Торбы-на-круче». Там же на фестивале, группа познакомилась со своим будущим звукорежиссёром Сергеем Григорьевым, благодаря которому в декабре 1998 года на студии «Calypso» был записан первый студийный альбом из трёх песен. Благодаря знакомству с директором Концертного зала «Зоопарка» Вячеславом Ковалёвым, группа «Торба-на-Круче» фактически становится хаус-бэндом клуба. Там же группа находит своего директора, которым становится Максим Колодий, кроме директорских обязанностей взваливший на свои плечи и продвижение группы в интернете.
В январе 1999 года «Торба» участвует в «Чистом Звуке». В этом же году происходят первые замены в группе. Григорий Малиев решает возродить «Эксперимент на троих». В результате пару раз его подменяет Константин Кокорин, а затем пост бас-гитариста занимает Дмитрий Андреев. После прошедшего в посёлке Горбунки июльского фестиваля «Белые ночи в Беззаботном», «Торба» теряет и второго бас-гитариста. Так в состав входит сам Сергей Григорьев.
В 2000 году группа начинает активно играть в питерских клубах. Весной участвует на фестивале «Единая Россия», на одной сцене с «Неприкасаемыми», «Чайфом» и группой «Сплин». В июне группа принимает участие в десятидневном фестивале «Анимализм 2000», прошедшем в зале «Зоопарка». В начале октября «Торба» наносит первый визит в Москву, где выступает в клубе «Бункер».
Осенью 2000 года с группой знакомится Денис Репин, студент-звукорежиссёр из университета Кино и ТВ, который ранее учился в том же Кировском Училище Искусств, что и лидер группы. Зимой 2001 года Денис вместе со своим однокурсником кинооператором Иваном Котельниковым снимают первый клип группы на композицию «Зима», записанную в январе этого же года на студии «Добролет» Андреем Алякринским из группы «Tequilajazzz» (вторая песня, «Исключение», записанная в эту же сессию, входит в FUZZbox № 12, CD-приложение музыкального журнала «Fuzz»). Обучаясь азам студийной музыкальной звукорежиссуры на Петербургской студии грамзаписи, Денис Репин одновременно набирается опыта концертной работы, практикуясь в клубе «Полигон».

### 2001 год — открытие года

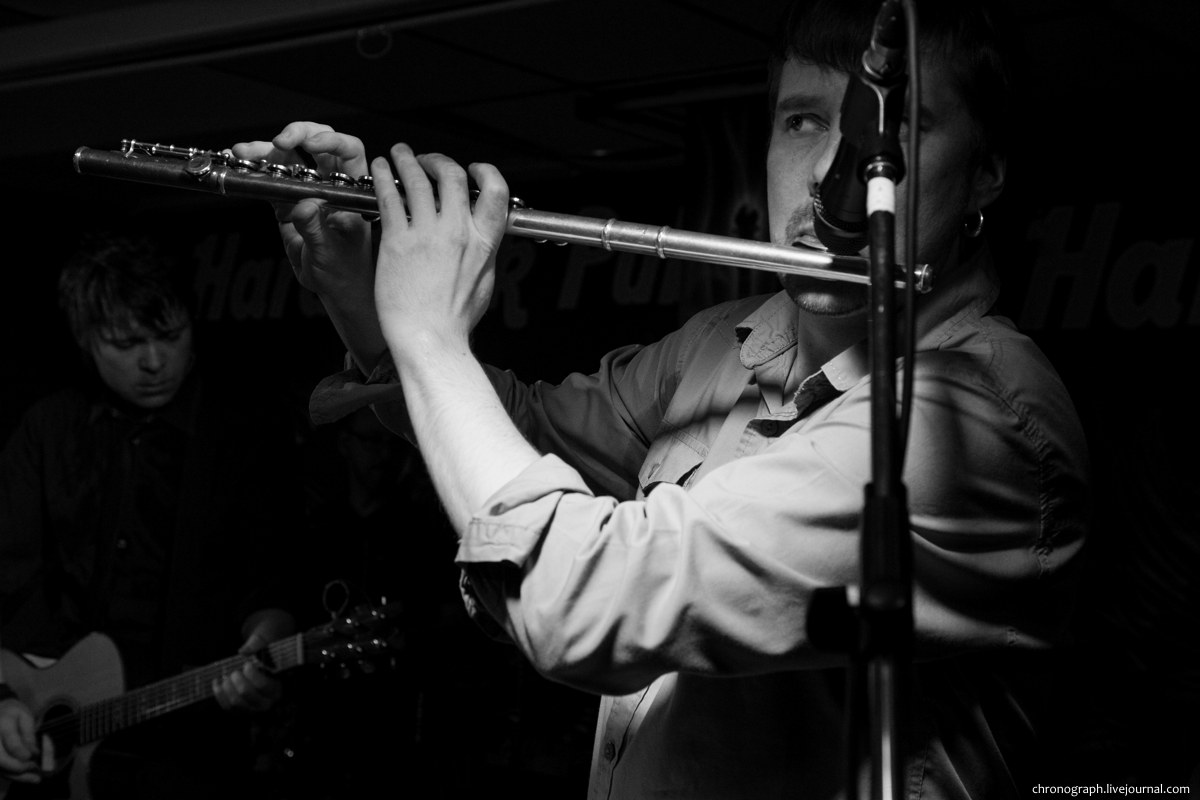

После опыта клубных московско-питерских концертов («Concert Hall Leningradsky Zoopark», «Молоко», «Полигон», «Hollywood Nites», «Планета-Интернет», «City Club», «Факультет», «Десятка», «Клим Ворошилов», «Манхеттен», «Art-Spirit», «Бункер», «Tabula Rasa», «Art-Garbage», «Вермель», «Dzen», и другие) группа приступает к покорению стадионных площадок. «Торба-на-Круче» принимает участие в питерских рок-фестивалях «Прорыв-01» и «Окна открой!», а затем и на фестивале Нашествие-2001 (в подмосковном Раменском). После фестиваля «Окна открой!» творчеством группы интересуется лейбл Manchester Files, с подачи которого в период с августа по сентябрь «Торба-на-круче» записывает на «Добролёте» одиннадцать песен, составивших её дебютный альбом «Непсих». Альбом был официальное представлен публике 14 декабря в клубе «Точка», а в 2002 году песни с альбома были включены в ряд музыкальных сборников, выпускаемых российскими компаниями.
В то же время Денис Репин снимает второй клип (на песню «Что не понятно»), презентация которого прошла в марте 2002 года на канале MTV-Russia. В мае группа играет на open-air-фестивале «Наши в городе», в июне на вторых «Окнах», а в августе выступает на фестивале «Нашествие-2002». 14 сентября группа возглавила рок-фестиваль «Подъём», прошедший в рамках марафона «Киров — культурная столица Поволжья-2002» в Александровском саду Кирова и организованный радиостанцией «Мария FM».
(На этом фестивале Денис Репин выступил в качестве идейного вдохновителя и соорганизатора, который и пригласил уже питерскую «Торбу-на-Круче» в Киров, после чего Денис остаётся в Кирове и связывает свою деятельность с кировской группой Тихий Джа)
Общение с музыкантами «Tequilajazzz» выливается в запись совместной песни «Номера»: её сочиняет Макс Иванов и поёт дуэтом с лидером «Tequilajazzz» Евгением Фёдоровым. «Номера» и ещё две новых песни («Ностальжи» и «Фигня»), записанные в Москве Сергеем Большаковым и Сергеем Наветным (в то время «Сплин»), входят в макси-сингл «Номера», выпущенный под Новый 2003 год тиражом 10 тысяч в качестве бесплатного приложения к журналу «New Musical Express».
В 2003 году «Торба» в категории Лучшая новая группа номинировалась на премию Fuzz, VII церемония награждения которой проходила 5 апреля в ДС «Юбилейный». Клипы «Торбы» («Что непонятно» и «Интернет») принимали участие в конкурсной программе фестиваля кино- и видеоклипов «КиноРок», проходившего 20 апреля.
В начале августа группу покидает Олег Пожидаев, в результате чего в группу спешно приглашается Янис Семёнов, участник дружественной группы «Jet». В период с 6 августа по 7 сентября 2003 года Андрей Алякринский записывает второй альбом «Торбы»: всего фиксируется четырнадцать песен (в том числе англоязычная «Black & Red», которая не входит в альбом, и остаётся про запас). Презентация альбома, получившего название «Час времени», проходит в октябре в клубе «Cafemax», а в декабре подписывается контракт на его издание с московской компанией ФГ «Никитин».
Всего за три года активной концертной деятельности группа «Торба-на-Круче» принимает участие в более чем 40 фестивалях, даёт 243 концерта в 23 городах России (Псков, Екатеринбург, Саратов, Курск, Волгоград, Казань, Ярославль, Ижевск, Оренбург, Ноябрьск, Тюмень, Смоленск, Ростов-на-Дону, Сочи, Киров, и другие).

### 2004 год — концерты в Европе

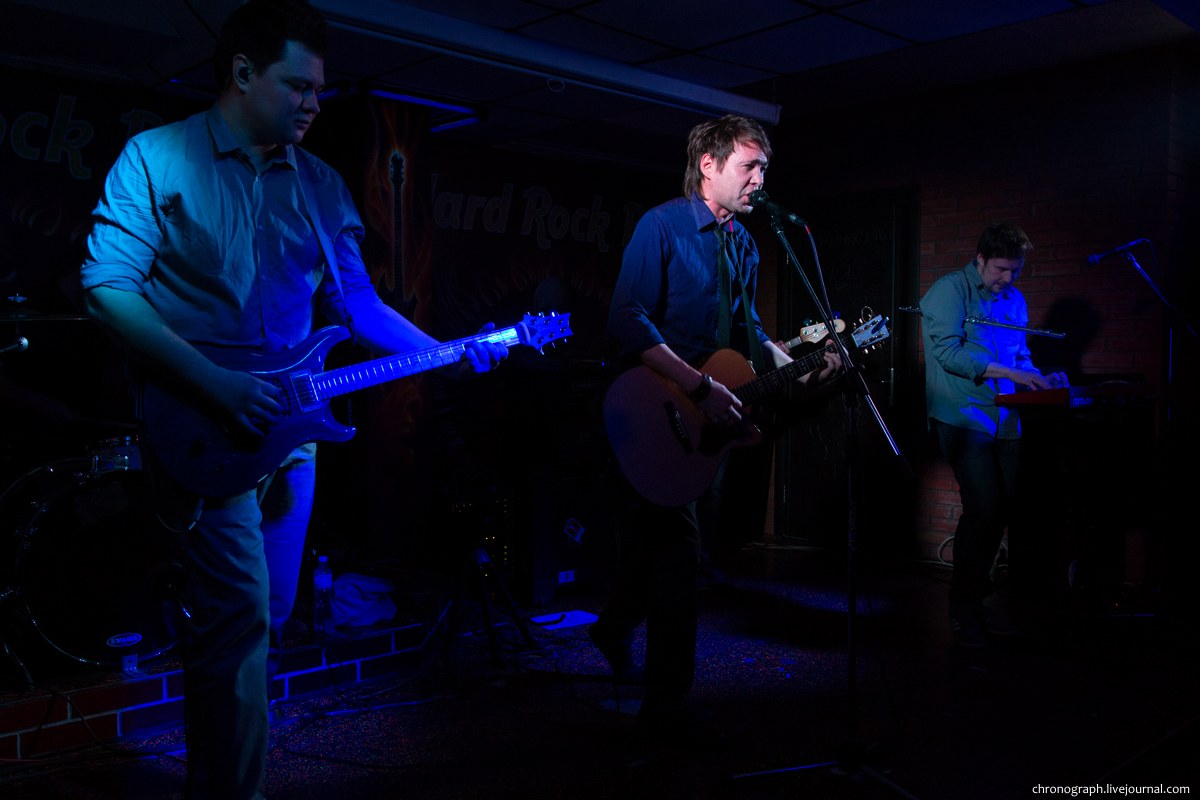

В феврале 2004 года состоялись первые выступления «Торбы» в Европе: группа отыграла два концерта в финских городах Турку и Хельсинки, которые заложили прочный фундамент для будущих гастролей. И уже летом этого же года, получив грант Совета министров северных стран, как талантливая рок-группа, «Торба-на-круче» выступает в Стокгольме (Швеция).
5 апреля фирма грамзаписи «Никитин» выпускает в продажу «Час времени», куда помимо старых песен («Фонарик», «Зима», «Поговори со мной», «Здравствуй-проходи»), вошли и совсем новые («Каннибалист», «Люблю-прощай», «Чей же Он»). 28 мая 2004 года группа принимает участие в фестивале «Наши в городе» совместно с группами «Алиса», «ДДТ», «Пилот», «Кукрыниксы» и другими. Осенью «Никитин» выпускает «Час времени» ещё раз: с новым оформлением и добавлением трёх не издававшихся ранее треков. Песни «Разговор с ангелом» и «Чей же он» попадают в сборники «Хит-парад рок звёзд» и «Внимание! Осторожно рок! Часть 2». Параллельно с этим издательством «Композитор» выпускаются в свет ноты 11 песен группы в серии «The Best of Russian Rock».
В 2004 году на несколько концертов в «Торбу» возвращается Олег Пожидаев, однако, так и не почувствовав себя в своей тарелке, вновь уступает место Янису. В декабре выходит сольный альбом лидера группы Макса Иванова «Акустика 1» (отдельным диском, без лейблов, что называется, самиздатом), записанный текущим звукорежиссёром «Торбы» Сергеем Степановым.

### 2005 год — 56-я параллель
В марте 2005 года группа совершает большой концертный тур «56 параллель Земли», а летом принимает участие в музыкальных фестивалях России и Европы, среди которых «Мегахаус-2005», «Крылья», «RADIO-1» в Латвии, «Rock Festival» в Финляндии и другие. В ноябре 2005 года «Торба» празднует своё семилетие, к этой дате небольшим тиражом выпускается книга Макса Иванова «Торба со сказками». Кроме того, на концертах (главным образом, на квартирниках) расходится изданный силами группы соло-альбом Макса «Акустика 1». В конце ноября группу покидает клавишник и флейтист Артем Беспалов (который решается попробовать себя как автор и занимается инструментальной музыкой для радио, телевидения и рекламы).
17 января 2006 года Максим Иванов становится отцом (у него рождается дочь Марья), но несмотря на это группа, наряду с плотным концертным графиком (Москва, Санкт-Петербург, Таллин, выступление на праздновании дня города Вентспилса в Латвии), продолжает работать над третьим альбом в московской студии, а лидер сольно даёт квартирники в Москве и Санкт-Петербурге, выступает на телевидении («квартирник» на О2ТВ), на фестивале «Старый новый рок на волне» в Екатеринбурге, вечеринке NME-party в октябре, концерте «Мой рок-н-ролл» Михаила Козырева. В июне в группу возвращается ушедший в ноябре 2005 года клавишник и флейтист Артём Беспалов.

### 2007 год — 57-я параллель
В середине апреля 2007 года выходит половинка будущего альбома, миньон под названием «57 параллель», куда вошли 4 новые композиции («Друг», «Сваи», «Солнце», «Всегда с тобой») и 3 ремикса. Так же спустя 5 лет с выхода последнего клипа, группа решается попробовать снять ещё одно видеотворение, на композицию «Солнце». Съёмки (в качестве режиссёра был приглашен автор прошлых клипов Денис Репин) проходили в Самаре.
В конце апреля во второй раз проходит выступление на телеканале О2ТВ в рамках проекта «квартирник». Летом 2007 года «Торба» в четвёртый раз (и третий год подряд) приезжает в Латвию, на этот раз на фестиваль «Osvalds». Летом Макс Иванов и Артём Беспалов презентуют акустическую программу и выступают с ней в Германии, Латвии, Эстонии, а 22 июля в Москве, в клубе «Олимпиада 80».

### 2008 год — Так не бывает
В августе 2008 года группу покидает незаменимый на протяжении 9 лет бас-гитарист Сергей Григорьев, который переезжает жить на Урал. Так освободившееся место занимает гитарист Алексей Пяткин, а на соло-гитару приглашается бывший участник группы «Братья Грим» Максим Малицкий. И 11 сентября на канале «100 ТВ» в передаче «100 % звук» «Торба-на-круче» презентует свой новый альбом (это было первое выступление на телевидении с Максом Малицким на гитаре и последнее с Сергеем Григорьевым на бас-гитаре).
19 сентября 2008 года издается долгожданный альбом, получивший название «Так не бывает». В него вошли 12 треков, два из которых («Друг» и «Сваи») присутствовали на миньоне «57 параллель». Одновременно с альбомом группа выпускает два клипа (на песни «Друг» и «На грани») от режиссёра Евгения Сабельфельда. В конце сентября презентации проходят в Москве, Санкт-Петербурге и Кирове.
В ноябре группа отмечает 10-летний юбилей концертами в Москве и Санкт-Петербурге. В декабре «Торба» принимает участие в концерте, посвященном 25-летию группы «Наутилус Помпилиус», и исполняют две песни — «Золотое пятно» и «Всего лишь быть» (которая вошла на альбом-сборник трибьютов «Нау Бум»). В ответ на кавер Вячеслав Бутусов в своём новом альбоме «Модель для сборки», где он исполняет композиции молодых малоизвестных групп, включает композицию «Торбы» — «Люблю-прощай».

### 2009 год — Несбыточная
25 сентября 2009 года на площадке петербургского клуба «Зал Ожидания» был презентован альбом «Несбыточная», третий по счёту и четвёртый по факту, куда вошли 14 композиций.
Работа над альбомом продолжалась почти пять лет, с момента выпуска «Часа времени», поэтому неудивительно, что песни, записанные на пластинке, многие поклонники группы уже знали наизусть по концертам группы и сольным выступлениям Макса ИвАнова.
Сам музыкант говорит об идее альбома так: «Несбыточная — это очень ёмкое и важное для меня слово… Если вы читали Александра Грина, то у него в тексте встречается понятие „несбывшегося“. Вот это очень родственные идеи. Очень хотелось бы, чтобы люди не теряли ту ниточку из нашего детства, когда мы мечтали и были более свободны <…> иногда нужно остановиться и почувствовать голос того, что действительно важно и что мы уже начинаем терять. Плюс, это вечная мечта о космосе, о будущем, о том, что недоступно сейчас нашему пониманию».
В 2009 году песня «Беглец» звучит в титрах к фильму Павла Санаева «На игре» (24 октября группа совместно с актёрами фильма принимала участие в съемках одноимённого клипа). Также группой выпущены ещё два видео на композиции с «Несбыточной» — клипы на песни «Звезда» и «В порту» были сняты Денисом Репиным в 2009 и 2010 годах соответственно.

### 2010—2013 годы — ТриПтиХ
В 2010 году Торба-на-Круче запускает проект «ТриПтиХ», над которым музыканты начали работать практически сразу после выпуска «Несбыточной». Триптих, как известно, это произведение искусства, состоящее из трёх частей (картин), объединённых общей идеей — и в рамках проекта группа задумала выпустить три релиза, которые в итоге составляли бы один новый альбом. За точки отсчёта были взяты два времени года — весна и осень: весной 2010 года планировалось выпустить первую часть, осенью — вторую, и весной 2011 года — третью, финальную, рассказывающую всю историю целиком.
10 апреля 2010 года группа представила первый сингл — «Три», 21 сентября 2010 года — сингл «Пти», а выход заключительной части проекта был перенесён на осень 2011 года и состоялся 18 ноября.
Презентация «ТриПтиХа» прошла 23 ноября 2011 года в московском клубе «16 тонн» и 20 ноября в петербургском «Космонавте».
В рамках тура по случаю выхода третьей части проекта, альбома «Х», был отснят и материал для концертного DVD Торбы-на-Круче. Съёмки проходили 10 декабря 2011 года в Кирове в ДК «Космос». Выпуск DVD состоялся 30 декабря 2012 года, видео стало доступно всему интернет-сообществу в авторских раздачах на торрент-трекере rutracker.org.
Для каждой из трёх пластинок «ТриПтиХа» также был снят свой видеоклип — видеография группы пополнилась клипами на композиции «Монолог», «Сердце» и «Сутками молчишь». Режиссёром всех видео выступил Денис Репин.
В 2012 году «Торба-на-Круче» продолжает активную концертную деятельность — летом группа выступает с сольными концертами и на фестивалях «Нашествие» и «Соседний мир», литовском фестивале «Žagarės vyšnių festivalis», а перед уходом в летний отпуск объявляет даты своего нового тура, получившего название «Восток-1», по случаю первого выступления группы во Владивостоке, самом восточном городе нашей страны. По словам самих музыкантов — это их самый продолжительный по времени и количеству городов на сегодняшний день тур.
В 2012 году группа была указана как композитор фильма На крючке.
В недавнем интервью о туре Макс ИвАнов рассказал: «Все мы родом из детства. В том числе и наши музыканты. Поэтому первый полёт человека в космос — полёт Юрия Гагарина на одноимённом корабле — является для нас важнейшей вехой детских переживаний. И поводом гордости за страну. С годами всё это никуда не уходит, наоборот, сердце даже сильнее сжимается от тоски по ушедшим впечатлениям. Вот почему „космическая“ тема сейчас ярко отражается в тематике не только наших песен, но и просто в размышлениях».
«Результатом» этих осенних гастролей стало и новое видео коллектива — на песню «Ещё раз ночь» с альбома «Х», третьей части проекта «ТриПтиХ». Автором работы стал режиссёр Владимир Сараев, познакомившийся с музыкантами во время их визита в Новосибирск. Премьерный показ видеоклипа состоялся 24 ноября 2012 года на концерте в петербургском клубе «Зал ожидания», где Торба-на-Круче отмечала своё 14-летие, а для широкой публики работа была опубликована на официальном канале группы на сайте youtube.com в первый день зимы, 1 декабря.
В самом начале 2013 года группа отправляется в Казахстан. 13 января в Алма-Ате на горнолыжном курорте «Шымбулак» состоялся концерт в формате open-air — на высоте 2500 м над уровнем моря. Во время выступления был также снят клип на песню «На мосту (Сваи)», вошедшую в альбом «Так не бывает».
Весной 2013 года, в продолжение тура «Восток-1», группа впервые посетила с сольными концертами Украину. В апреле состоялись концерты в Одессе, Киеве, Харькове, а также несколько выступлений в Донецке (как в полном составе, так и отдельно с акустическим концертом Макса ИвАнова). Также в 2013 году группой был выпущен сингл с композицией «Персональный ад».

### 2014 год — Части света
В ноябре 2014 года группа представила свой шестой номерной альбом, получивший название «Части света». Альбом стал первым большим релизом коллектива после трехлетнего перерыва, и подготовка к нему была весьма серьезной: в графике репетиций и студийных сессий группа провела почти 8 месяцев. Работа над пластинкой на этот раз проходила не только в аппаратных и монтажных петербургских звукозаписывающих компаний «Добролет» и «Мелодия». Специально для создания этой записи музыканты построили собственную студию. Такая возможность появилась у группы благодаря активной поддержке выпуска альбома поклонниками методом краудфандинга. «Части света» — это  альбом-размышление о том, что такое мир внутри человека и вокруг него, как он создается и чем заполняется.

### 2018-2019 годы — 20-летие группы
5 апреля 2018 года «Торба-на-Круче» открыла на портале Planeta.ru новый краудфандинговый проект для записи и выпуска следующего альбома, приуроченного к 20-летию группы. Проект был успешно завершен 5 октября, принеся группе 1 100 600 рублей. Вскоре было объявлено, что новый альбом выйдет осенью 2019 года. Первый сингл к новому альбому с песней «Ждать зимы» вышел 14 февраля, второй сингл с песней «Солнечные зайцы» — 23 сентября 2019 года.
27 декабря 2019 года группа опубликовала альбом, который назвали «Восток-7». Концерты-презентации альбома прошли в Москве и Санкт-Петербурге.

### 2023 год — 25-летие группы
Осенью 2023 года группа отметила 25 лет «официальной питерской истории» концертами в Кирове, Москве и Санкт-Петербурге.

### 2024 год
1 апреля 2024 группа опубликовала альбом, который назвали «Дневники капитанов».
В ноябре вышел сингл на песню «Хотел бы я…», записанный в стиле симфонического рок-романса, где главная роль отведена клавишным инструментам.

### 2025 год
8 августа 2025 
Группа «Торба-на-Круче» презентовала новый альбом «Давай молчать». В релиз вошли 9 композиций, некоторые из которых уже знакомы слушателям по сольным работам Макса ИвАнова — «Акустика 1» (2004), «Маяки. Акустика 2» (2011), «Помогу» (2022), а также по трибьют-альбому «Днесь», посвящённому Анатолию Мариенгофу.

## Состав группы

### Нынешний состав
- Макс Иванов — вокал, гитара, альт
- Артём Беспалов — клавишные, флейты, программинг
- Алексей Пяткин — гитары
- Янис Семёнов — барабаны
- Александр Иванов — бас-гитара

### Музыканты, участвовавшие в группе
- Максим Малицкий — гитара (2008—2017)
- Олег Пожидаев — барабаны (1998—2003)
- Янис Семёнов — барабаны (2004—2012)
- Игорь Беленко — барабаны (2012—2022)
- Григорий Малиев — бас-гитара (1998—1999)
- Дмитрий Андреев — бас-гитара (зима 1999 — осень 1999)
- Сергей Григорьев — бас-гитара (1999—2007)
- Алексей Андреев — бас-гитара (2017—2021)

## Дискография
- 1995 — «Джарара»
- 1998 — «Том 1 (Осень)» (демо)
- 2001 — «С дождя» (сингл, Manchester Files, division of Bomba-Piter inc., 2001)
- 2001 — «Непсих» (альбом, Manchester Files, division of Bomba-Piter inc., декабрь 2001)
- 2002 — «Номера» (сингл, Manchester Files, ноябрь 2002)
- 2004 — «Час времени» (альбом, ФГ «Никитин», по лицензии Bomba-Piter inc., апрель 2004)
- 2007 — «57°00'» (миньон, апрель 2007)
- 2008 — «Так не бывает» (альбом, 2+2=5, сентябрь 2008)
- 2009 — «Несбыточная» (альбом, Торба-на-Круче, сентябрь 2009)
- 2010 — «Три» (сингл, первая часть проекта «Триптих», апрель 2010)
- 2010 — «Пти» (сингл, вторая часть проекта «Триптих», сентябрь 2010)
- 2011 — «Х» (альбом, третья часть проекта «Триптих», ноябрь 2011)
- 2014 — «Части света» (альбом, Торба-на-Круче, ноябрь 2014)
- 2019 — «Восток-7» (альбом, Торба-на-Круче, декабрь 2019)
- 2020 — «Ветер дует из Макондо» (EP)
- 2024 — «Дневники капитанов» (альбом, Макс ИвАнов & Торба-на-Круче, апрель 2024)
- 2024 —  «Хотел бы я…» (сингл, Торба-на-Круче, музыка — М. ИвАнов, слова — А. Мариенгоф)
- 2025 — «Давай молчать» (альбом, Торба-на-Круче, август 2025)

## Видеография
- 2001 — Зима (реж. Денис Репин, Bomba-Piter inc.,);
- 2002 — Интернет (реж. Кирилл Кузин);
- 2002 — Что непонятно (реж. Денис Репин, Bomba-Piter inc.,);
- 2007 — Солнце не для нас (реж. Денис Репин);
- 2008 — На грани (реж. Евгений Сабельфельд);
- 2008 — Друг (монтаж[22] Евгений Сабельфельд);
- 2009 — Девушка Рок-звезды (реж. Евгений Сабельфельд);
- 2009 — Звезда (реж. Денис Репин);
- 2009 — Беглец (реж. Алексей Андрианов, реж. монтажа Алексей Румянцев);
- 2010 — Монолог (реж. Денис Репин);
- 2010 — В порту (реж. Денис Репин);
- 2010 — Сердце (реж. Денис Репин);
- 2011 — Сутками молчишь (реж. Денис Репин);
- 2012 — Ещё раз ночь (реж. Владимир Сараев);
- 2013 — Персональный ад (реж. Евгений Пузыревский);
- 2014 — Космос впереди (реж. Андрей Богатырев);
- 2014 — Музыка (реж. Денис Репин);
- 2015 — Лист (реж. Владимир Сараев);
- 2017 — Чудеса и Волшебство (feat. Юля Cats Park, реж. монтажа Денис Репин).